# Державний секретар парламенту
Державний секретар парламенту (Parlamentarischer Staatssekretär, PStS) — член Бундестагу, обов'язком якого є допомога міністру в управлінні урядовим міністерством. Подібна до посади заступника міністра.
2021-го року в Четвертому уряді Ангели Меркель було 36 державних секретарів парламенту. Вперше посада була введена в 1967 році для отримання досвіду у міністерській роботі молодим політикам.